# Yeni Şafak
Yeni Şafak (Neue Morgendämmerung) ist eine in Istanbul erscheinende türkische Tageszeitung. Das Blatt unterstützt die regierende Partei für Gerechtigkeit und Aufschwung (AKP). Das auf dem Titelkopf gedruckte Motto der Zeitung lautet Türkiye'nin birikimi (sinngemäß: „Der Erfahrungsschatz der Türkei“). Seit 2012 erscheint ein Teil der Artikel im Internet auch auf Englisch.

## Eigentumsverhältnisse
Die Zeitung gehört der 1952 gegründeten Albayrak Holding, einem Mischkonzern, der unter anderem in den Bereichen Bauwirtschaft, Logistik sowie der Traktoren-, Papier- und Textilindustrie tätig ist. Zur Mediensparte des Konzerns gehören neben Yeni Şafak der Fernsehsender TVNet sowie diverse Zeitschriften und Internetseiten.

## Geschichte
Die Zeitung wurde 1994 Yakup Yönten ve Tufan Mengi gegründet, musste jedoch nach wenigen Monaten aufgrund finanzieller Schwierigkeiten ihr Erscheinen einstellen. Das Blatt wurde dann von Ahmet Şişman, dem Vorsitzenden der islamischen Ensar-Stiftung aufgekauft und erschien ab dem 24. Oktober 1995 mit einer neuen, islamistischen Ausrichtung. Die heutigen Verantwortlichen betrachten dies als eigentliches Gründungsdatum der Zeitung. Nach einem weiteren Eigentümerwechsel wurde die Zeitung schließlich 1997 von der Albayrak Holding gekauft.
Seit ihrem Wiedererscheinen stand Yeni Şafak der Millî-Görüş-Bewegung nahe. Als sich diese im Jahr 2001 spaltete, hielt Yeni Şafak zur Erneuerer-Fraktion um Recep Tayyip Erdoğan und Abdullah Gül und der neugegründeten AKP, während die andere Millî-Görüş-Zeitung Millî Gazete bei den Traditionalisten und der Partei der Glückseligkeit blieb.
Nach der Militärintervention vom Februar 1997 geriet die Zeitung unter politischen Druck; es gab Razzien in den Redaktionsräumen und Festnahmen. In dieser Zeit öffnete Yeni Şafak ihre Türen für zahlreiche Journalisten, denen aufgrund der veränderten politischen Verhältnisse in großen Zeitungen wie Hürriyet oder Sabah gekündigt worden war. Nicht nur konservative Autoren wie Nazlı Ilıcak, Fehmi Koru, Mehmet Barlas fanden bei Yeni Şafak ein Refugium, sondern auch linksliberale wie Cengiz Çandar. Einige Jahre stand Yeni Şafak für eine Mischung aus islamisch-konservativen und liberalen Autoren. Von diesem Pluralismus ist allerdings heute nichts mehr übrig.

## Bekannte Autoren
Weitere bekannte ehemalige Autoren sind Yalçın Akdoğan, Nabi Avcı, Ali Bayramoğlu, Kürşat Bumin, Ahmet Hakan, Levent Gültekin, Hüseyin Hatemi, Mustafa Karaalioğlu, Hilal Kaplan, Murat Menteş, Mehmet Ocaktan, Abdulkadir Selvi und Ahmet Taşgetiren. Einige davon wechselten zu anderen AKP-nahen Medien, einige wurden wegen Kritik an der AKP-Regierung gekündigt.
Zu den bekanntesten gegenwärtigen Autoren gehören neben Chefredakteur İbrahim Karagül die Journalisten Hikmet Genç, Salih Tuna und Nedret Ersanel, der Soziologieprofessor Ergün Yıldırım, der Politikprofessor, Nazif Gürdoğan, der Kommunikationswissenschaftler Ali Saydam, der Theologieprofessor Hayrettin Karaman, Erdoğans früherer Medienberater Kemal Özürk, die AKP-Abgeordneten Aydın Ünal und Markar Esayan sowie der Parteisprecher Yasin Aktay.

## Kritik
In den Berichten, die die Hrant-Dink-Stiftung regelmäßig über Hassreden in den Medien herausgibt, taucht Yeni Şafak immer wieder auf. Vorgeworfen werden dem Blatt unter anderem Antisemitismus und Homophobie.

## Trivia
- Am 7. Juni 2013, zum Höhepunkt der Gezi-Proteste, war Yeni Şafak – neben Sabah, Zaman, Habertürk, Star, Türkiye und Güneş – eine von sieben Tageszeitungen, die mit der identischen Schlagzeile, einer Äußerung des damaligen Ministerpräsidenten Erdoğan zu den Protesten, erschien. Kritiker werteten dies als Zeichen einer direkten Einflussnahme der Regierung.[6]
- Bekanntheit außerhalb des türkischen Sprachraums erlangte das Blatt, als es im August 2013 ein E-Mail-Interview mit Noam Chomsky durch Positionen der Regierung Erdoğan ergänzte, und diese dem Interviewten zuschrieb.[7][8] Die Interviewerin verteidigte das Vorgehen als zulässig.[9]
- Im Januar 2017 schrieb die Zeitung, die Deutsche Bank und andere, nicht namentlich genannte deutsche Institute würden „wirtschaftlichen Terror“ gegen die Türkei ausüben, indem sie Kredite vor Fälligkeit kündigten. Die Deutsche Bank wies dies zurück.[10]